# Oncopsis marilynae
Oncopsis marilynae är en insektsart som beskrevs av Hamilton 1983. Oncopsis marilynae ingår i släktet Oncopsis och familjen dvärgstritar. Inga underarter finns listade i Catalogue of Life.